# Ryszard Gontarz
Ryszard Gontarz (ur. 5 lipca 1928 w Dubnie, zm. 17 sierpnia 2017) – polski dziennikarz i scenarzysta, funkcjonariusz aparatu bezpieczeństwa PRL. Jako publicysta był szczególnie aktywny w okresie tzw. wydarzeń „Marca 1968”.

## Życiorys
Urodził się w 1930, zaś w maju 1948 został przyjęty do PPR (w podaniu napisał, że urodził się w 1928) i jako jej członek został skierowany przez Komitet Powiatowy PPR do pracy w Powiatowym Urzędzie Bezpieczeństwa Publicznego. Od 14 września 1948 był młodszym referentem Referatu III PUBP w Krasnymstawie. Ze służby został wydalony dyscyplinarnie w grudniu 1949. W kolejnych latach pracował jako dziennikarz „Sztandaru Młodych”. Od 20 lutego do 20 października 1962 był niejawnym etatowym pracownikiem w Departamencie I Ministerstwa Spraw Wewnętrznych (wywiad), figurując pod pseudonimem „Jasiński”. Następnie do 1966 był tajnym współpracownikiem Departamentu I MSW, figurując pod pseudonimem „Wolanin”. Jako dziennikarz należał do czołowych publicystów okresu antysemickiej nagonki w czasie tzw. wydarzeń „Marca 1968”.  

### Scenariusze
Na podstawie Ryszard Gontarz w bazie  filmpolski.pl
| Rok  | Tytuł filmu                       | Rola                | Uwagi              |
| ---- | --------------------------------- | ------------------- | ------------------ |
| 1968 | Cena życia i śmierci              | Twórca w filmie     | Film dokumentalny  |
| 1968 | Sprawiedliwi                      | Scenariusz          | Film dokumentalny  |
| 1977 | Antyki                            | Scenariusz          |                    |
| 1977 | Gdzie woda czysta i trawa zielona | Scenariusz, Dialogi |                    |
| 1980 | Zamach stanu                      | Scenariusz          |                    |
| 1981 | Kto ty jesteś                     | Scenariusz          | Cykl fabularny     |
| 1985 | Zamach stanu                      | Scenariusz          | Serial telewizyjny |

## Wybrane publikacje
- Ostatnia akcja, Lublin: Wydawnictwo Lubelskie 1965 (powieść).
- Zamach stanu: scenopis filmu fabularnego (współautor: Ryszard Filipski), Łódź: Kierownictwo Produkcji Filmu "Zamach stanu" 1978.